# 管城街
管城街是中华人民共和国河南省郑州市一条南北走向的道路，北起商城路，南至与西大街、东大街十字路口，向南接南大街，全长约360米，为郑州老城内的主干街道之一。

## 历史
管城街自隋唐以来一直是州、县署所在地，曾称为“衙前街”、“县前街”。1948年后曾为郑州市人民政府驻地，称“市府前街”。1967年更名为“向阳路”，1978年命名为“管城街”。

## 沿路主要建筑及地点
- 管城回族区人民政府
- 魏巍故里